# Zona metropolitana de Orizaba
La zona metropolitana de Orizaba es el área metropolitana formada por la ciudad mexicana de Orizaba, su municipio homónimo, y once municipios más del estado de Veracruz de Ignacio de la Llave. De acuerdo a los resultados del Censo de Población y Vivienda 2010 realizado por el INEGI, la Zona Metropolitana de Orizaba contó hasta ese año con 427,406 habitantes, lo que la convirtió en la trigésima quinta más poblada de México, y en la cuarta más poblada del estado de Veracruz de Ignacio de la Llave.

## Población y extensión territorial
La población total de la zona metropolitana sumó 427.406 habitantes en el 2010 distribuidos en los doce municipios pertenecientes a la zona, es decir, en una superficie total de 619.9 km² con una densidad promedio de 68.1 habitantes por hectárea. El municipio más poblado de la zona es Orizaba con una población de 120.995 habitantes; en contraste con Tlilapan con poco más de 4.800 habitantes, siendo este último el menos poblado de los doce municipios.
| N.º1 | Municipio               | Pob. (hab) | Sup. (km²) | hab./km² |
| ---- | ----------------------- | ---------- | ---------- | -------- |
| 1    | Orizaba                 | 120.995    | 27.7       | 4.368,05 |
| 2    | Ixtaczoquitlán          | 65.385     | 137.4      | 475.87   |
| 3    | Camerino Z. Mendoza     | 41.778     | 20.9       | 1.998,95 |
| 4    | Río Blanco              | 40.634     | 15.2       | 2.673,29 |
| 5    | Nogales                 | 34.688     | 64.4       | 538.32   |
| 6    | Mariano Escobedo        | 33.941     | 69.5       | 488.36   |
| 7    | Ixhuatlancillo          | 21.150     | 52.4       | 403.63   |
| 8    | Rafael Delgado          | 20.245     | 26.4       | 766.86   |
| 9    | Atzacan                 | 20.063     | 65.4       | 306.77   |
| 10   | Maltrata                | 16.898     | 110.6      | 152.78   |
| 11   | Huiloapan de Cuauhtémoc | 6750       | 18.7       | 360.96   |
| 12   | Tlilapan                | 4.879      | 11.2       | 435.625  |
| -    | Total ZMO               | 427.406    | 619.9      | 689.48   |

1 En orden descendente según su población.

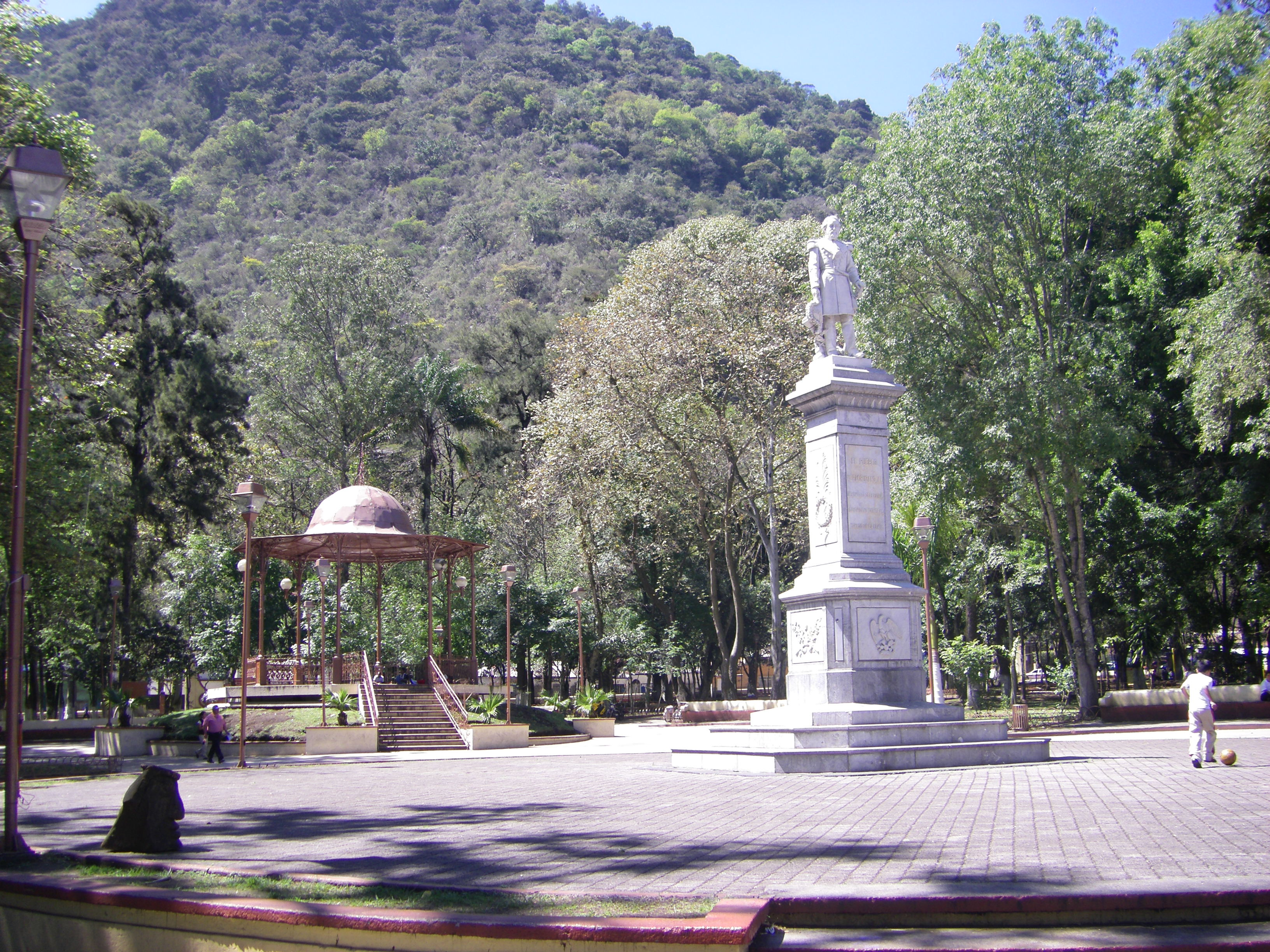
Parque Alameda en Orizaba.
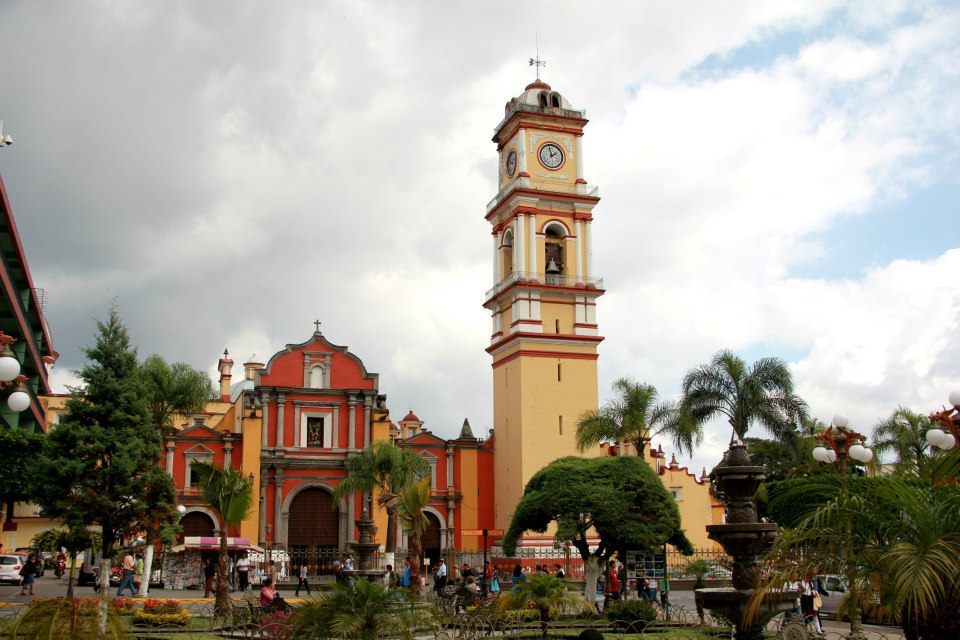
Catedral de Orizaba.
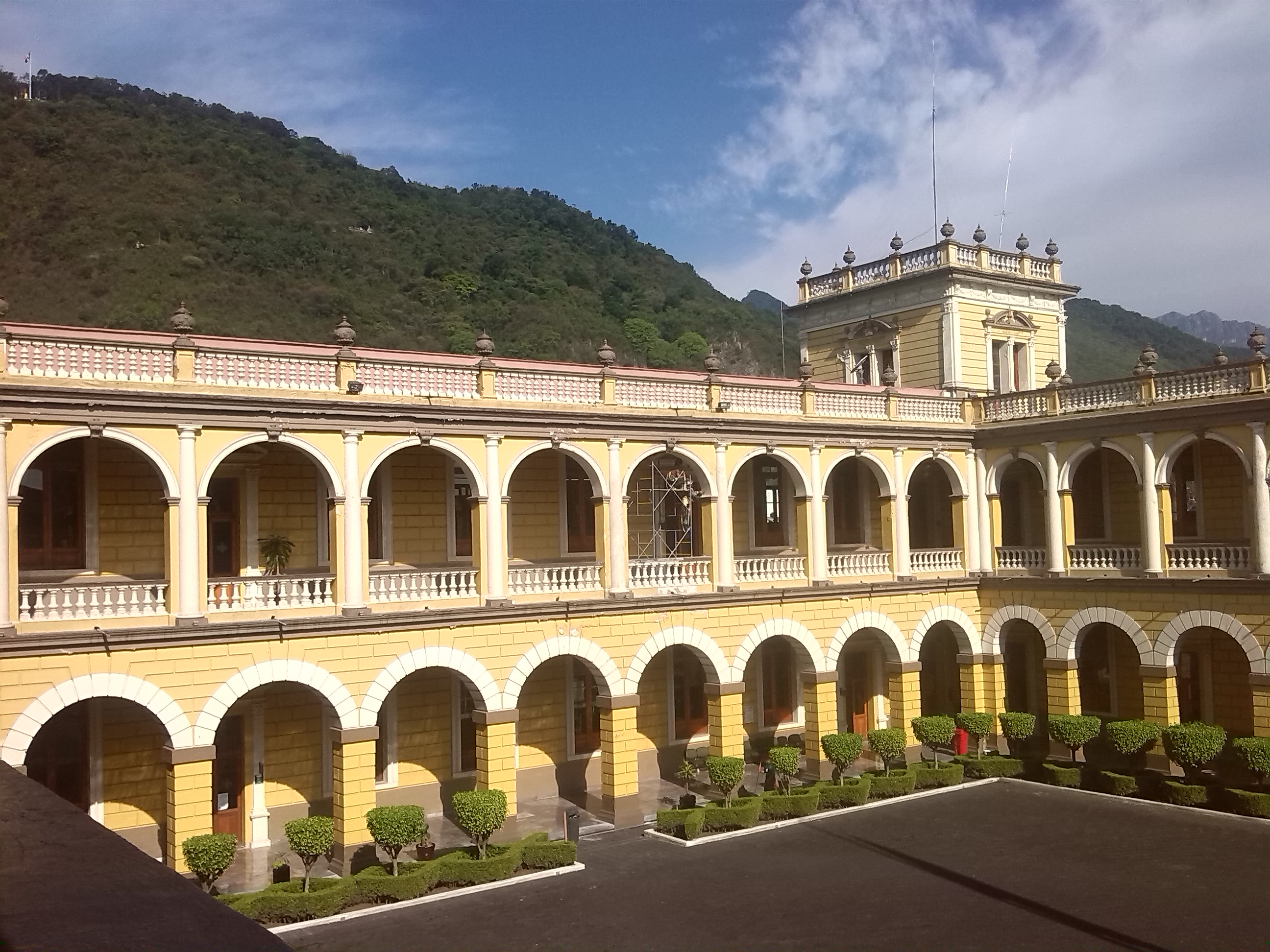
Palacio municipal de Orizaba.
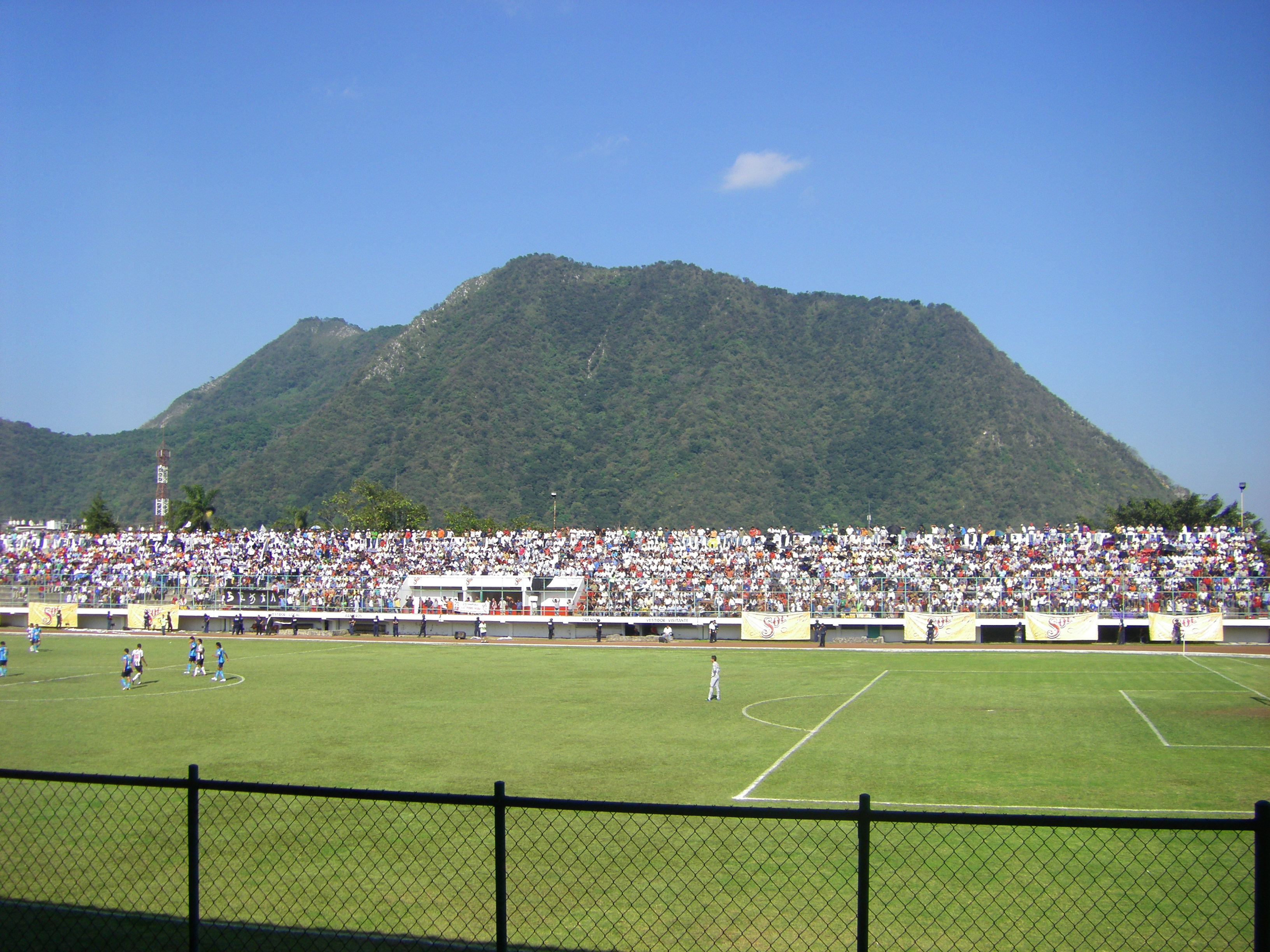
Estadio Socum en Orizaba.
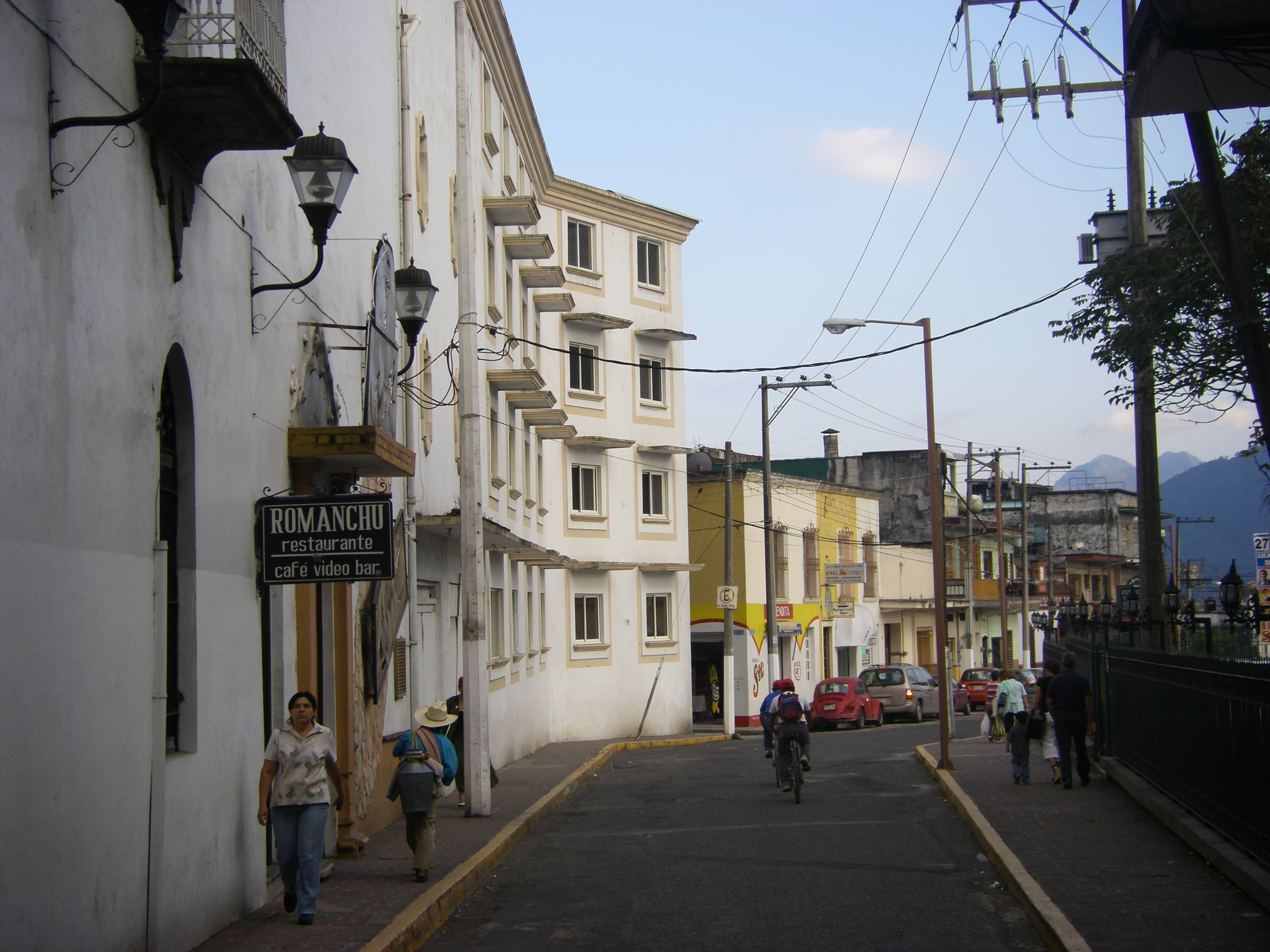
Calle de Orizaba.
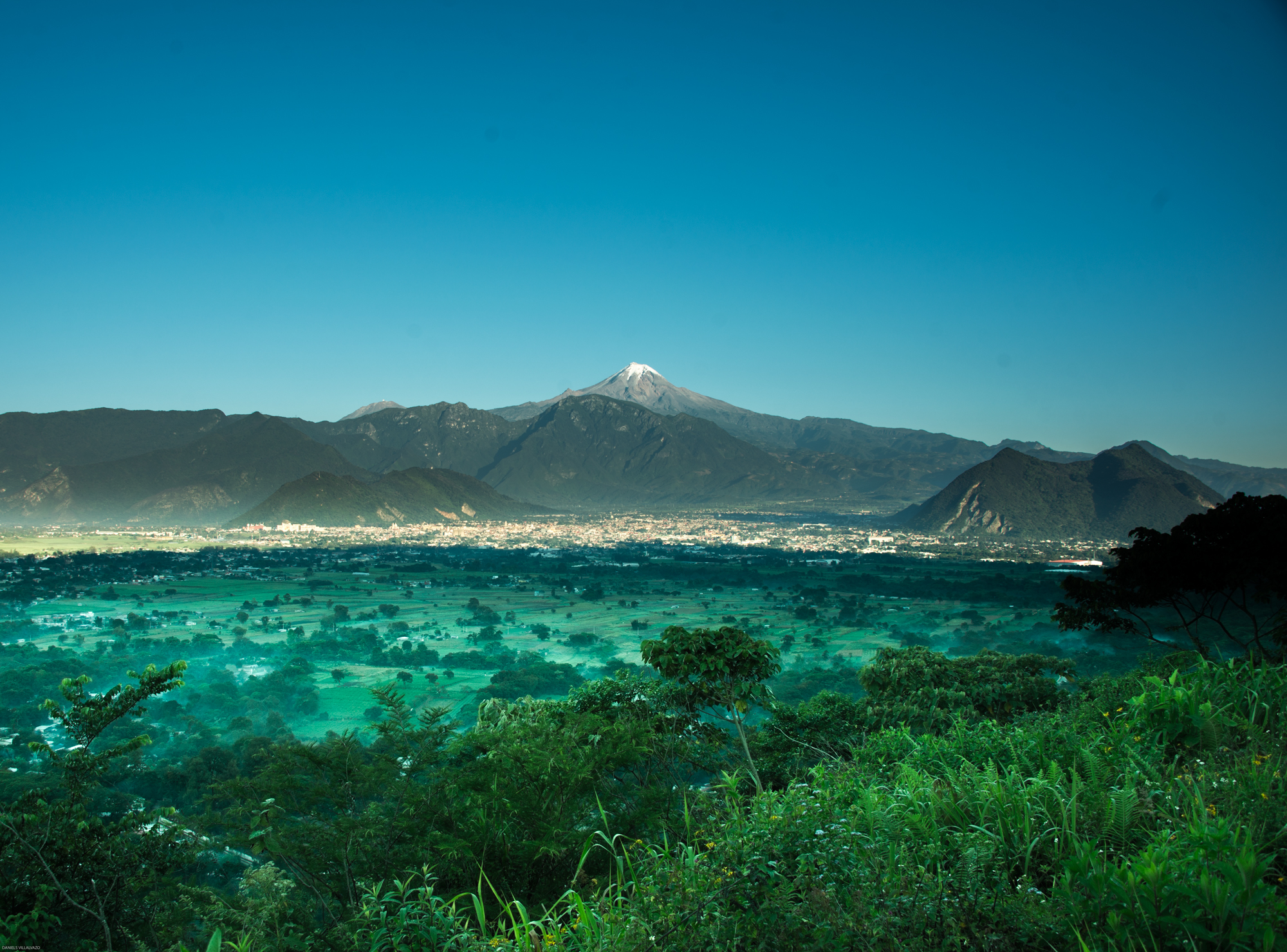
Vista al amanecer del Valle de Orizaba.
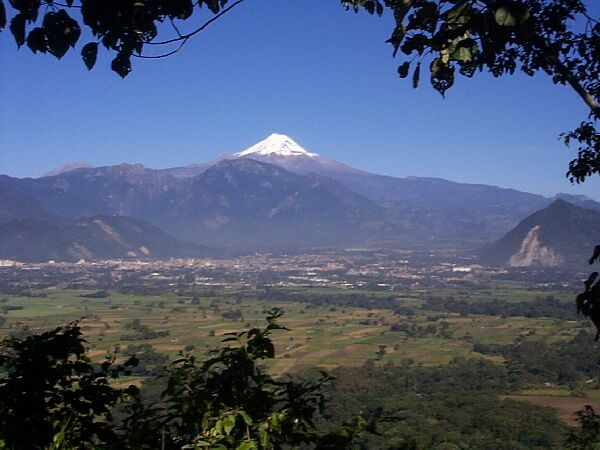
Pico y Valle de Orizaba.
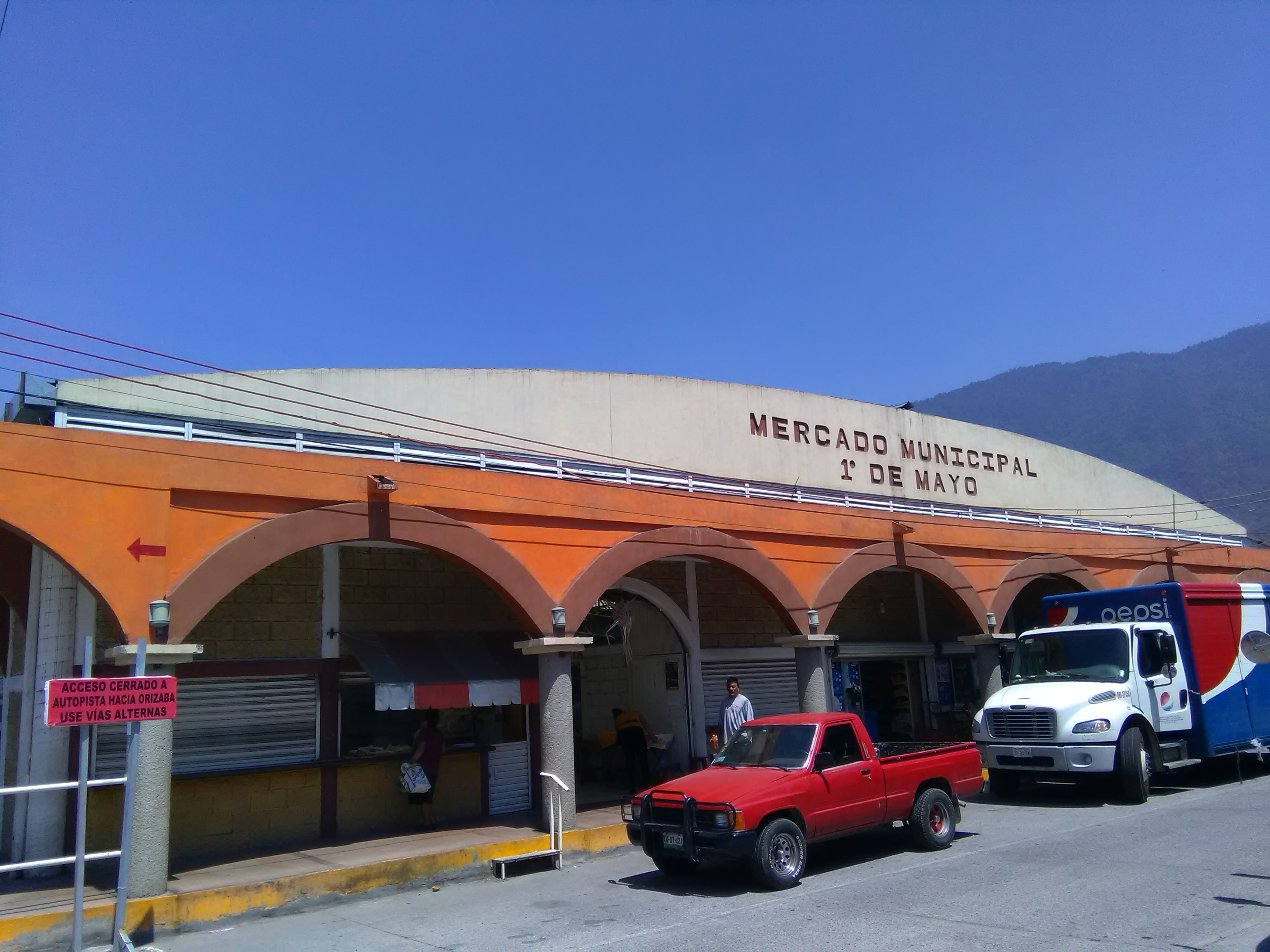
Mercado municipal de Nogales.
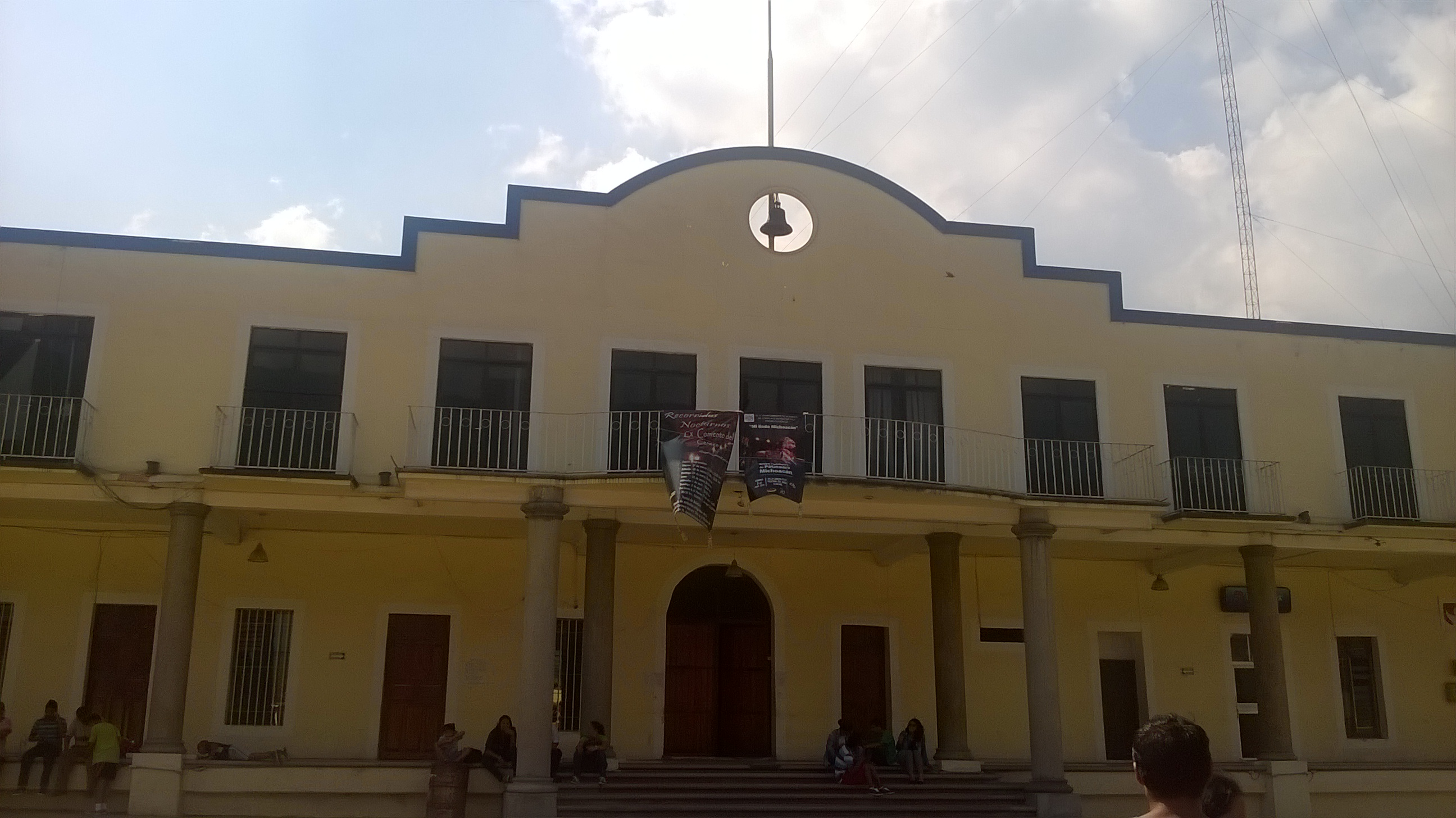
Palacio municipal de Nogales.
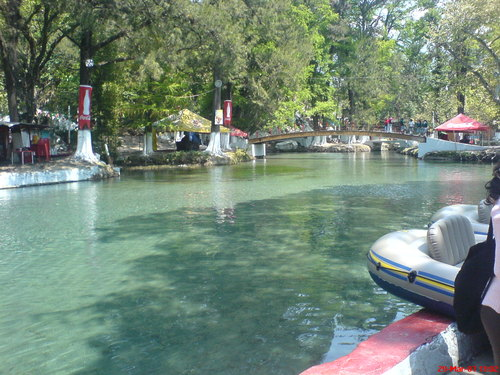
Laguna de Nogales.
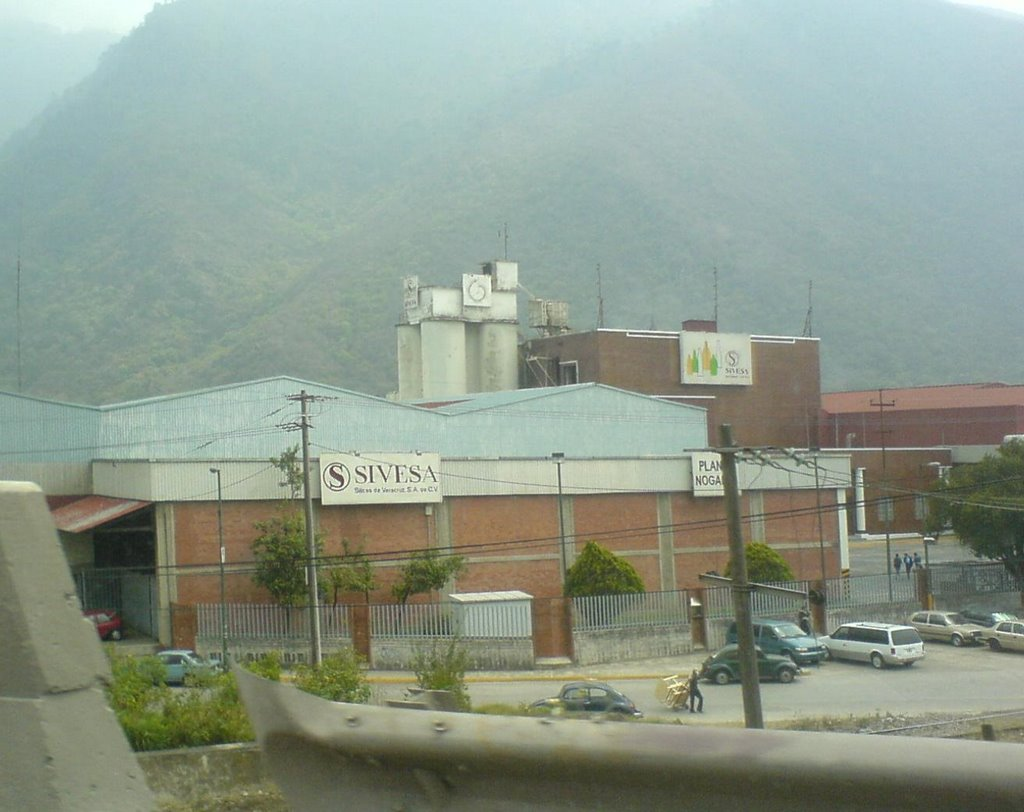
Fábrica SIVESA en Nogales.
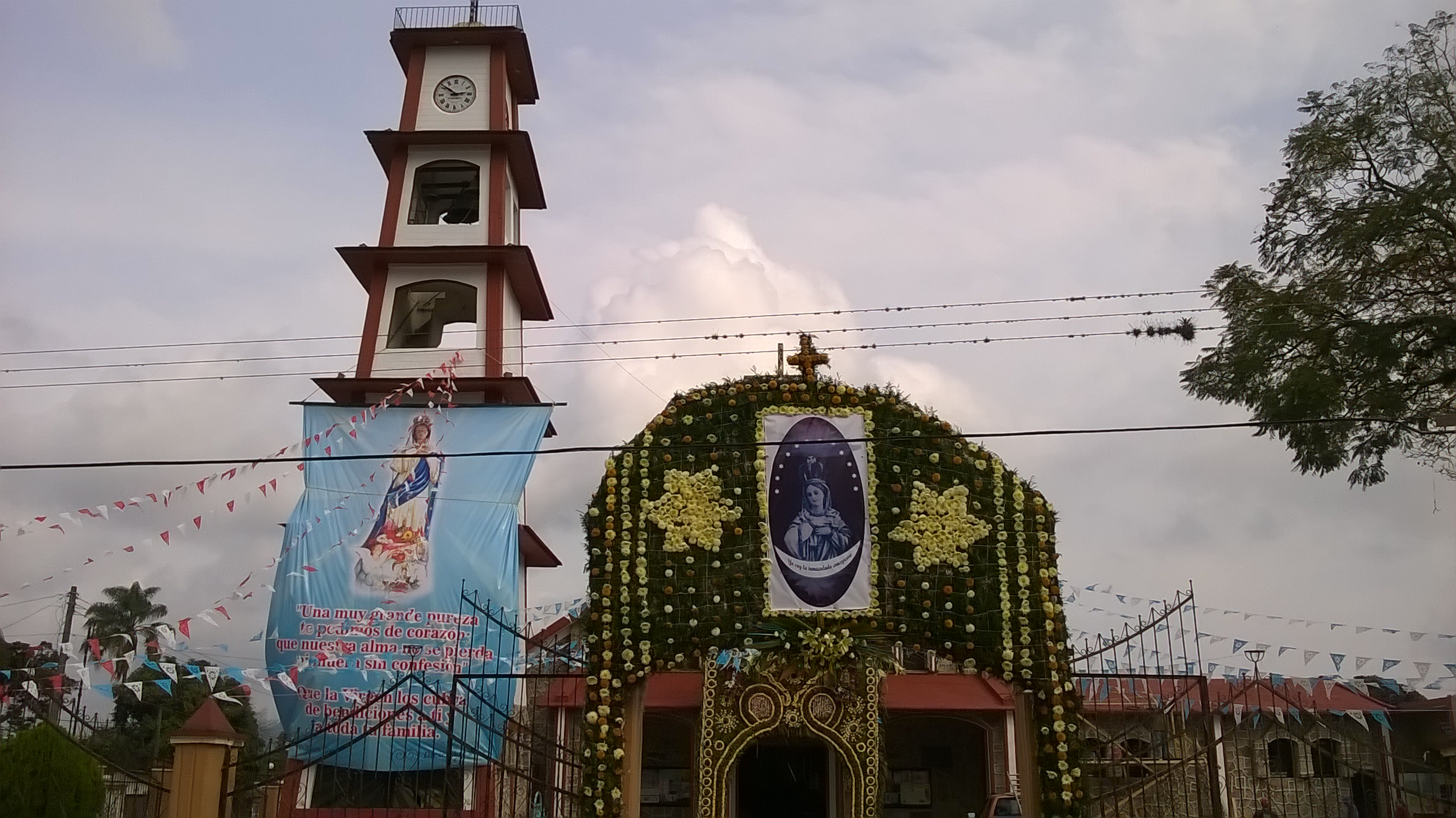
Parroquia de la Inmaculada Concepción en Ixtaczoquitlán.
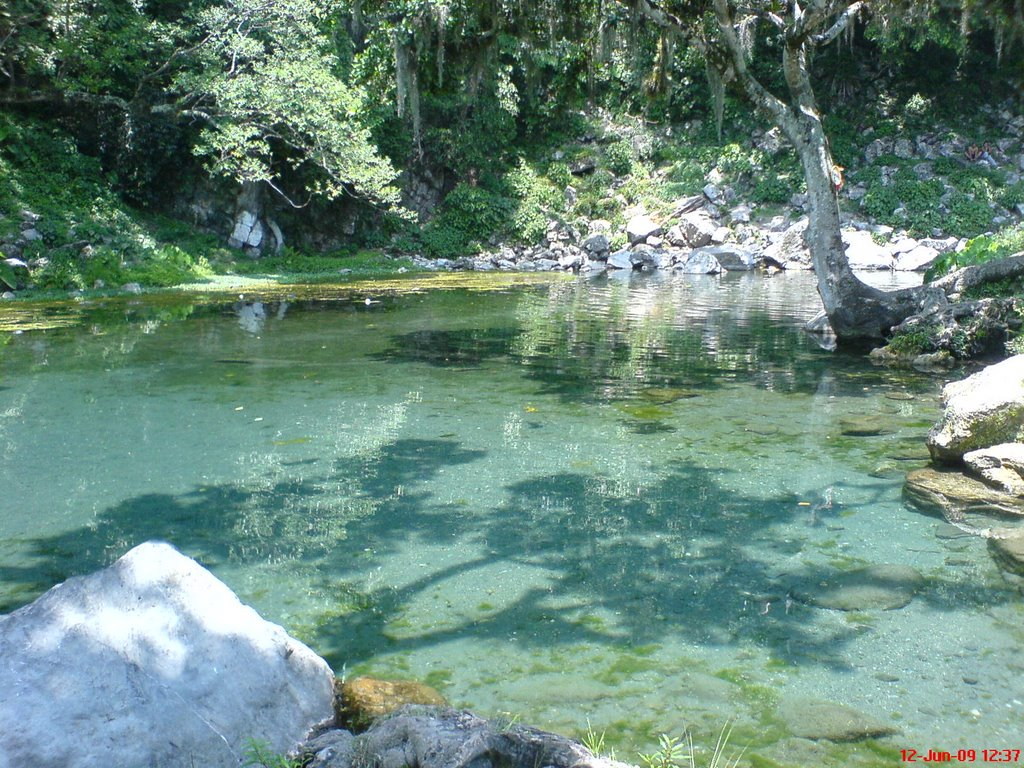
Balneario de los Sifones en Ixtaczoquitlán.
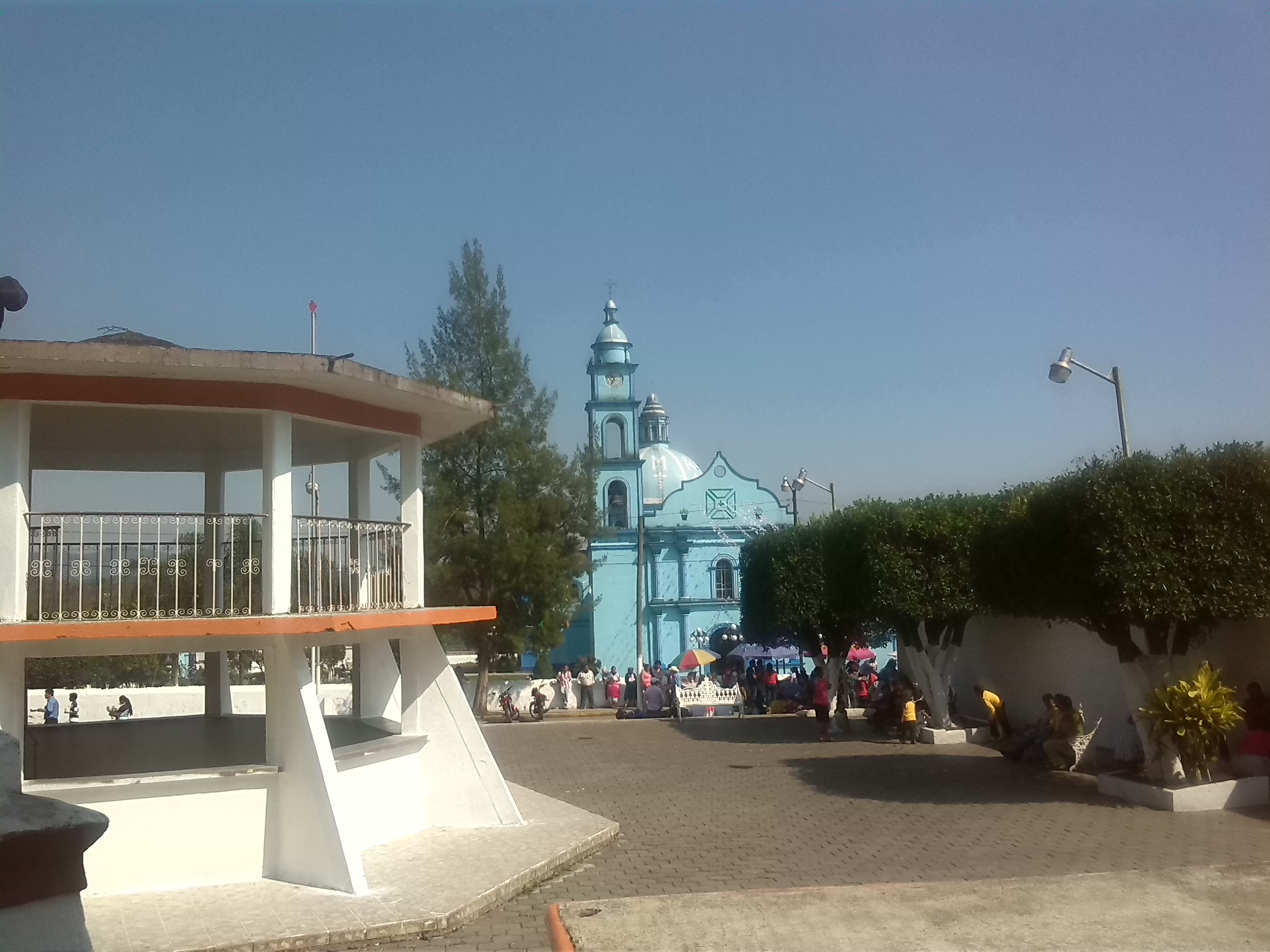
Zócalo de Ixhuatlancillo.
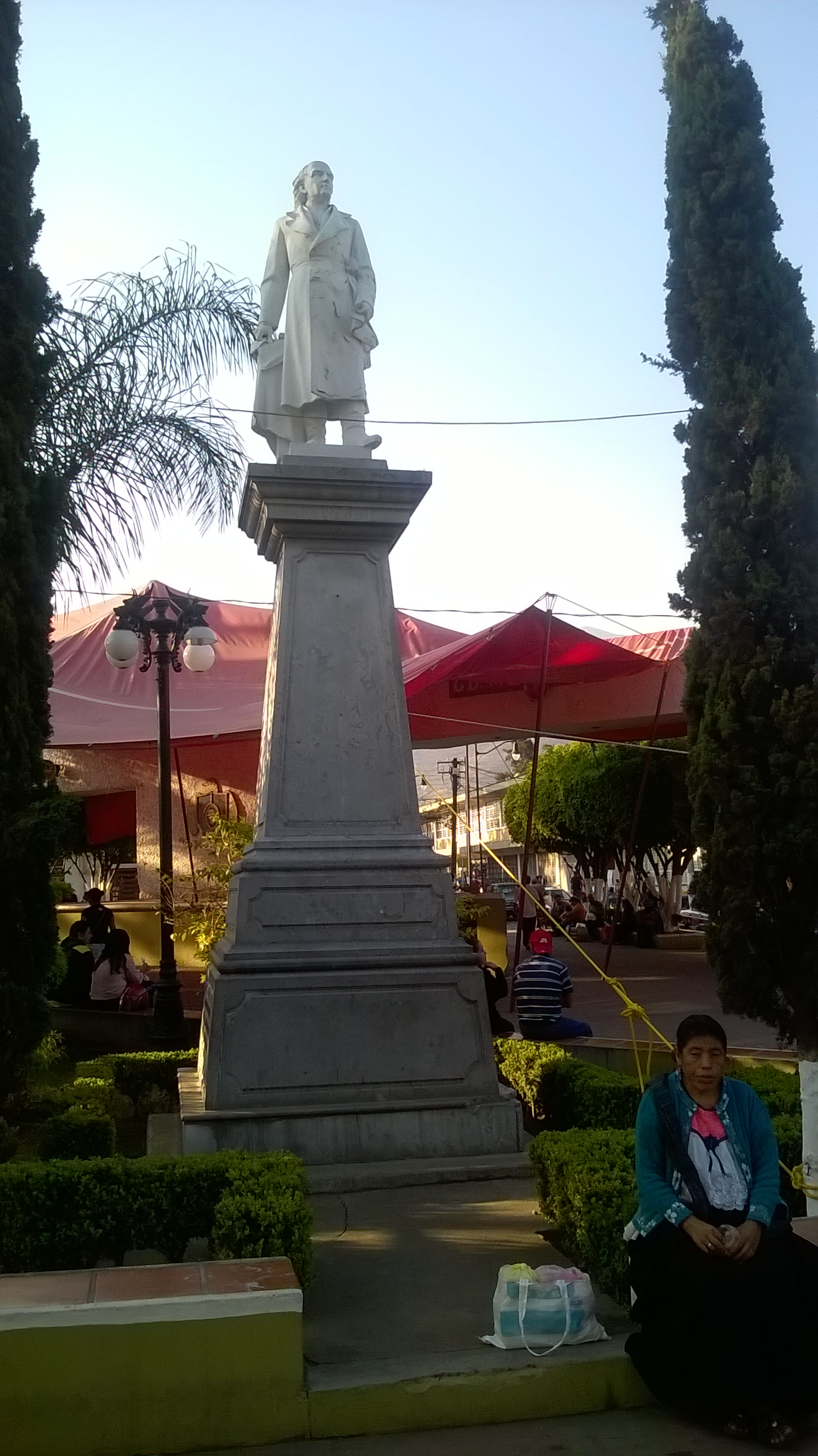
Monumento a Miguel Hidalgo y Costilla en Ciudad Mendoza.
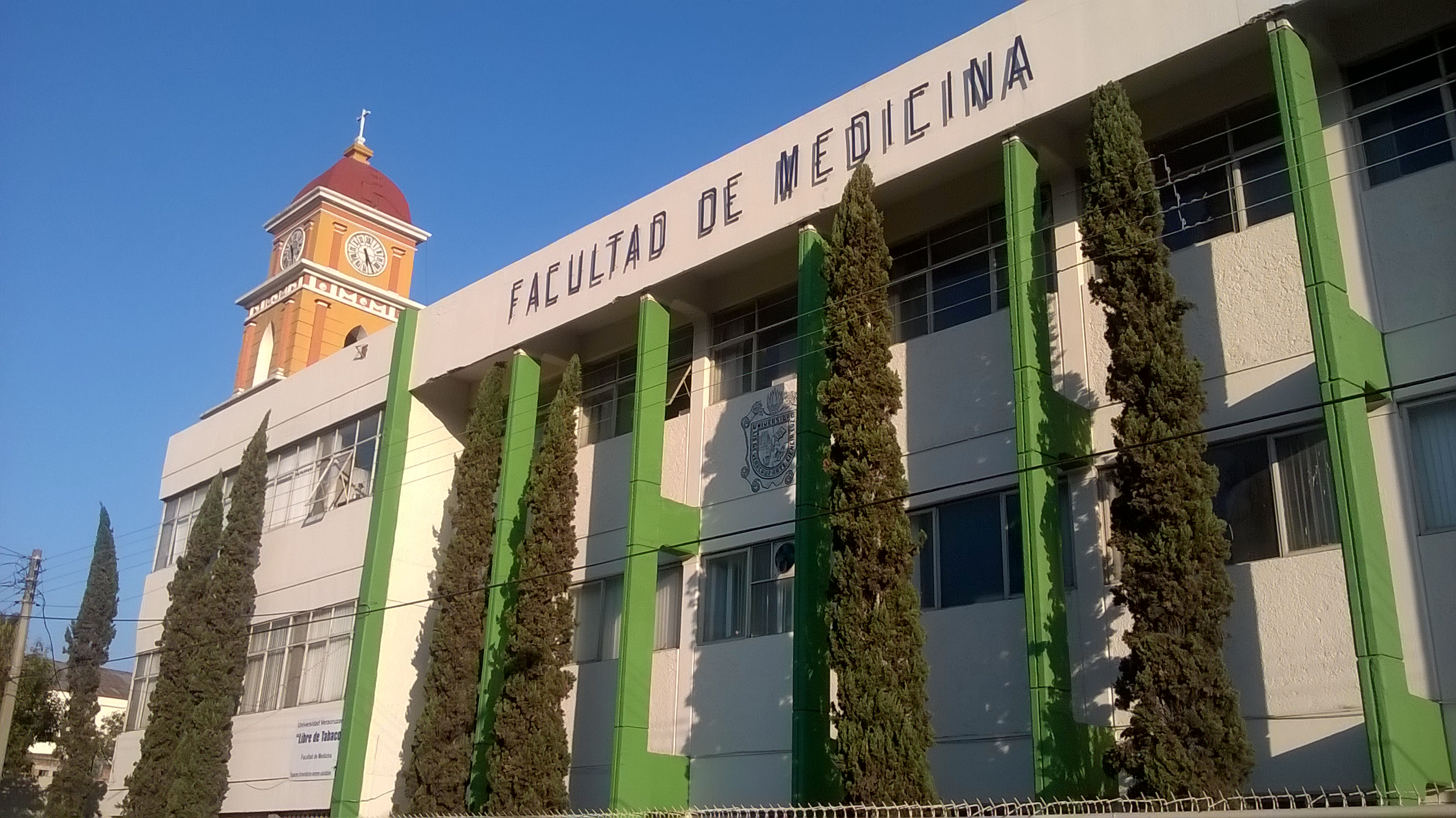
Facultad de Medicina de la Universidad Veracruzana en Ciudad Mendoza.
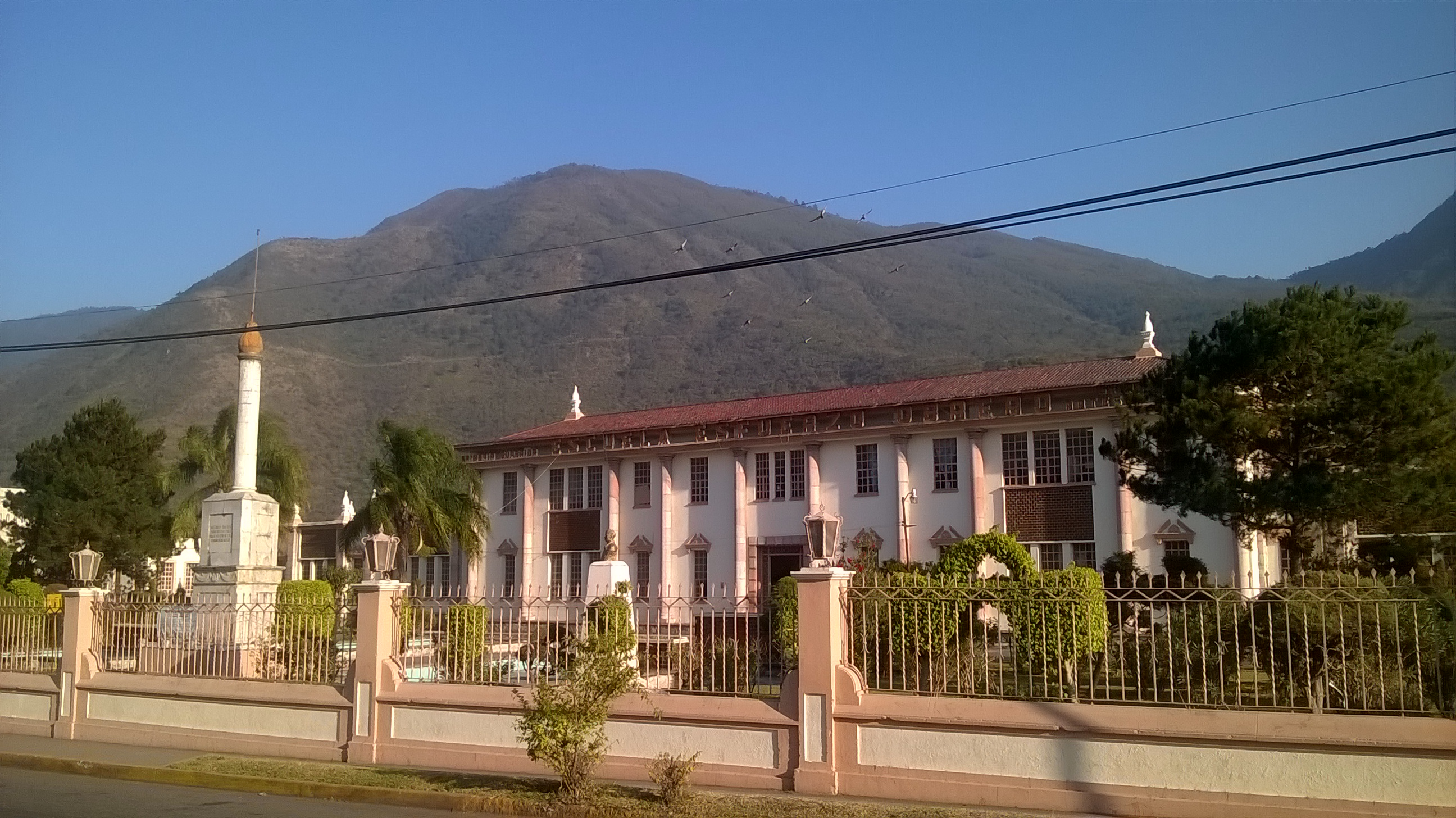
Escuela Esfuerzo Obrero en Ciudad Mendoza.
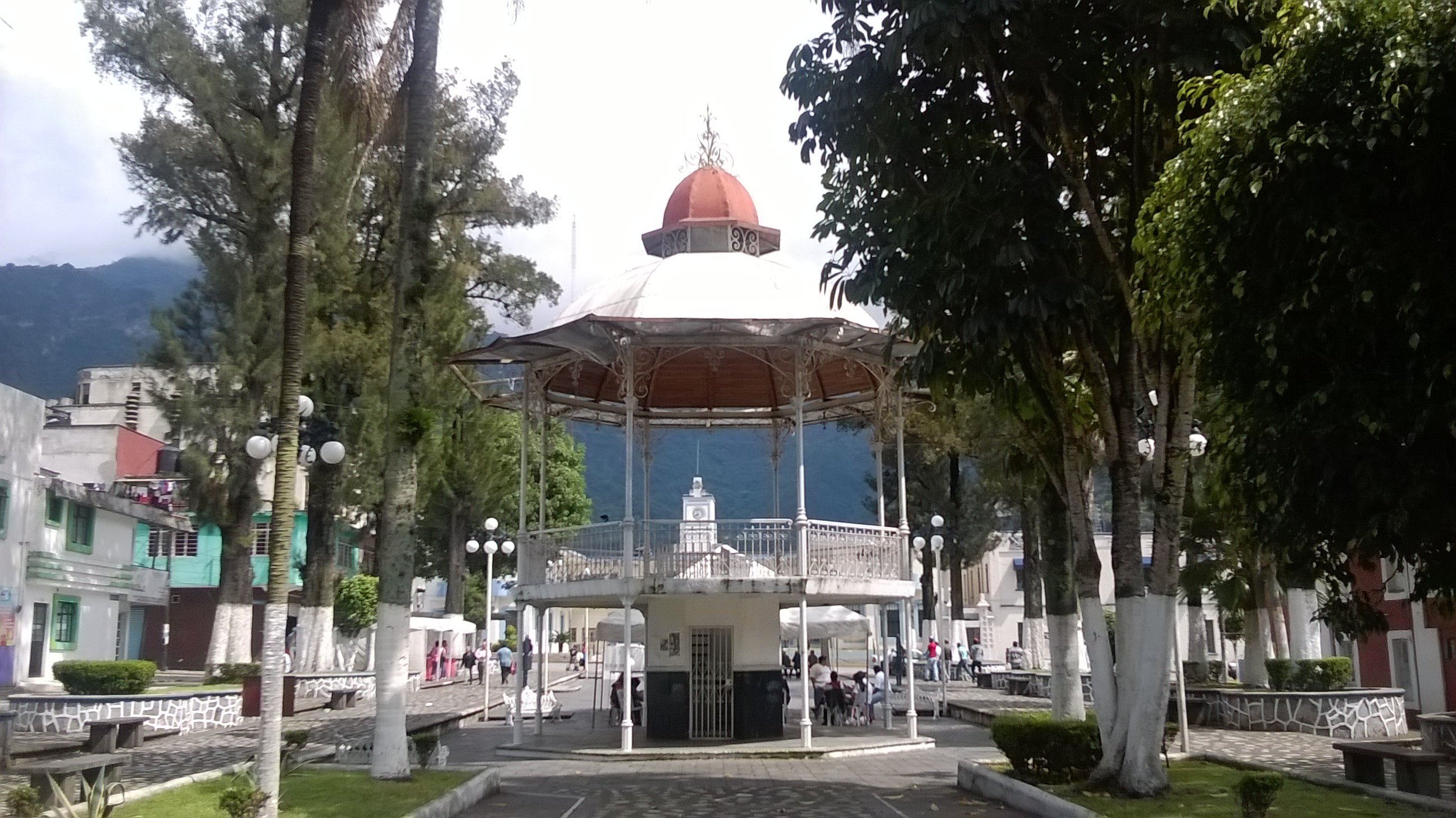
Parque de Río Blanco.
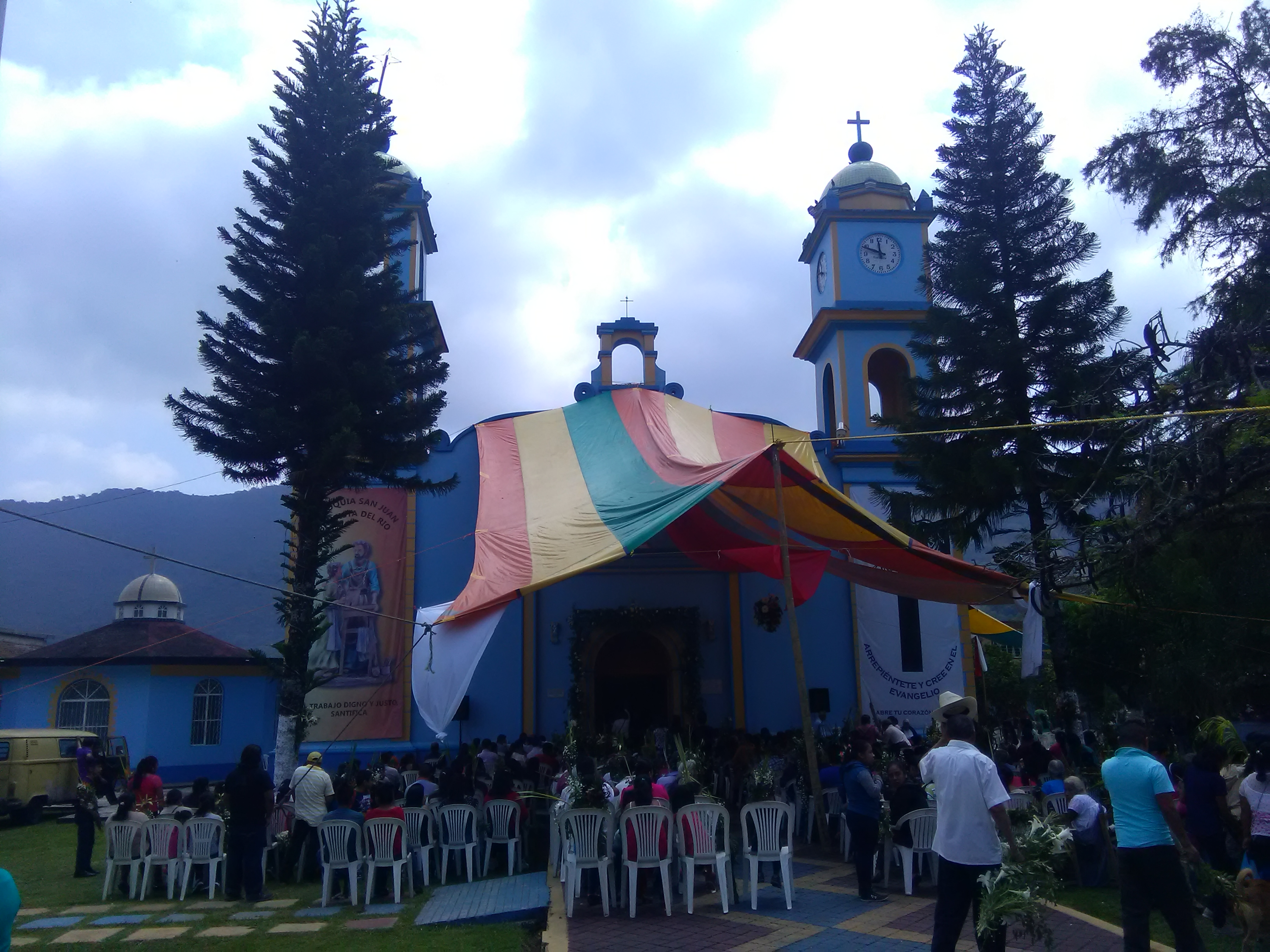
Iglesia parroquial de San Juan del Río en Rafael Delgado.
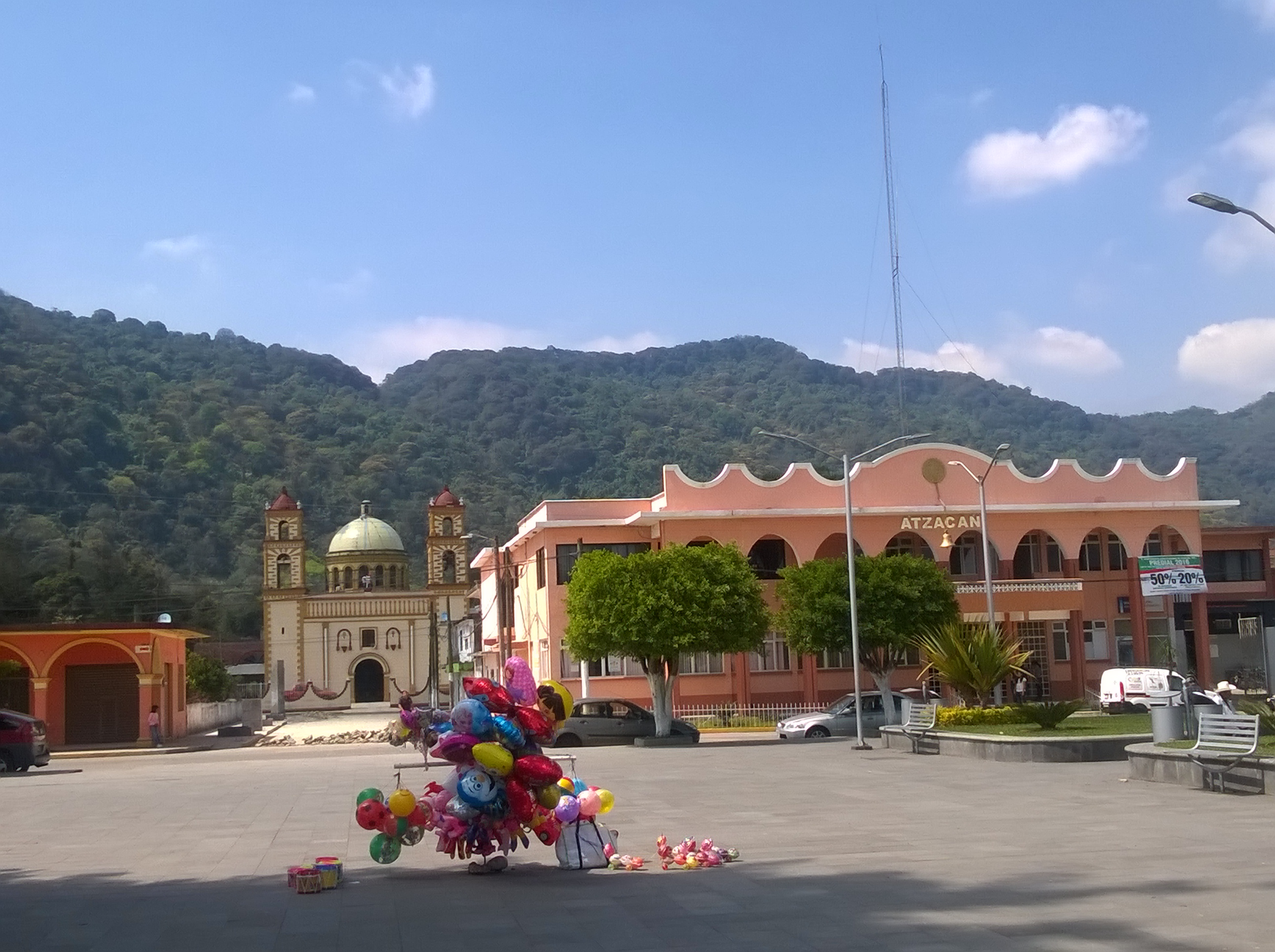
Parque en Atzacan.
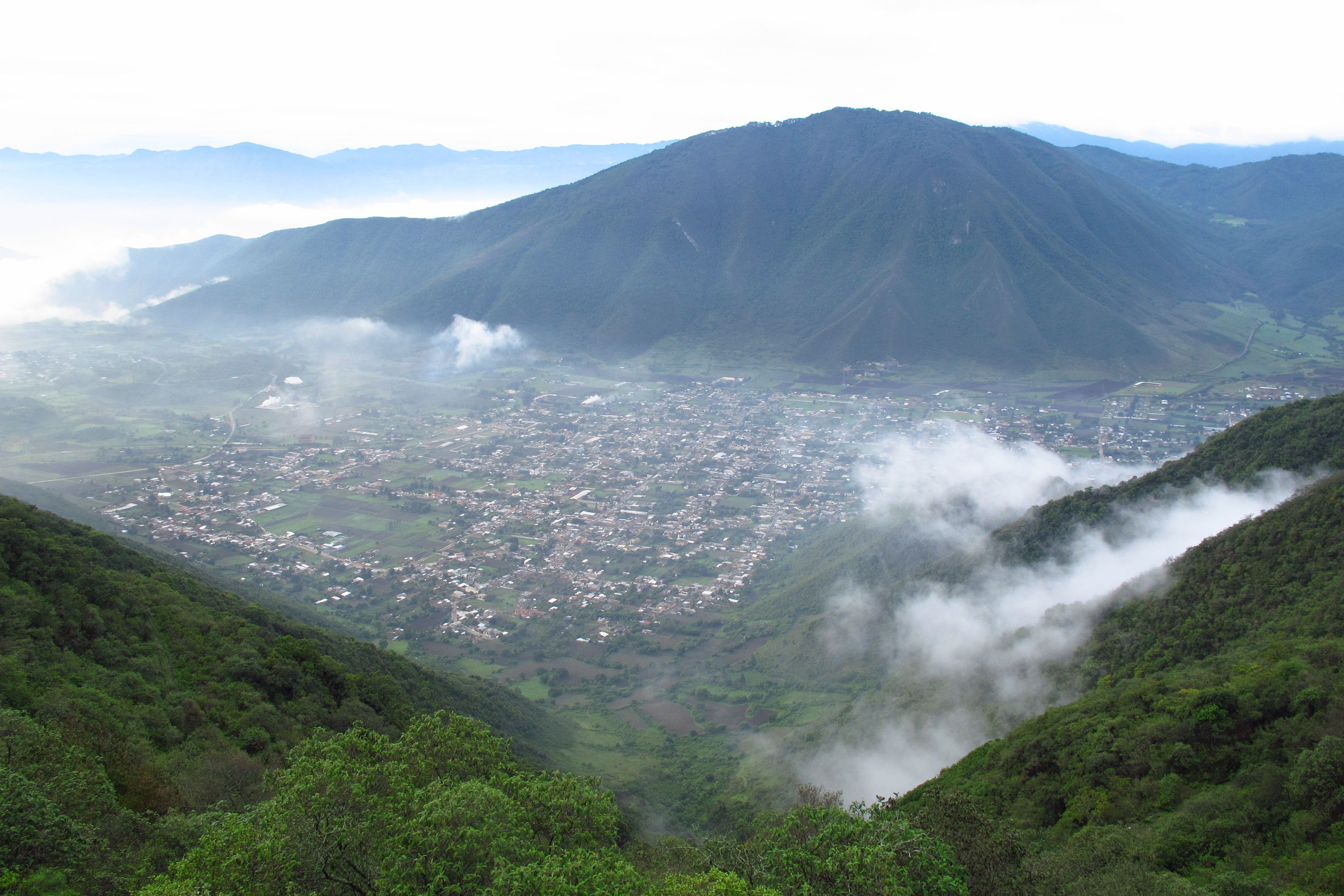
Panorámica de Maltrata.